# Kajak-polo na World Games 2009
Kajak-polo na World Games 2009 zostało rozegrane w dniach 17 - 18 lipca na akwenie Lianchi Tan, w mieście Kaohsiung.

## Uczestnicy
- Australia
- Hiszpania
- Francja
- Wielka Brytania
- Niemcy
- Włochy
- Holandia
- Nowa Zelandia
- Chińskie Tajpej

## Rezultaty

### Mężczyźni

#### Pierwsza faza
| Poz. | Drużyna         | Pkt | Mecze | Zwycięstwa | Br+ | Br- | +/- |
| ---- | --------------- | --- | ----- | ---------- | --- | --- | --- |
| 1    | Francja         | 15  | 5     | 5          | 18  | 8   | 10  |
| 2    | Holandia        | 10  | 5     | 3          | 24  | 13  | 11  |
| 3    | Włochy          | 8   | 5     | 2          | 18  | 11  | 7   |
| 4    | Australia       | 6   | 5     | 2          | 22  | 15  | 7   |
| 5    | Hiszpania       | 4   | 5     | 1          | 14  | 20  | -6  |
| 6    | Chińskie Tajpej | 0   | 5     | 0          | 10  | 39  | -29 |

| Data     | Mecze     | Mecze | Mecze           |
| -------- | --------- | ----- | --------------- |
| 17 lipca | Holandia  | 8-0   | Chińskie Tajpej |
| 17 lipca | Francja   | 3-1   | Hiszpania       |
| 17 lipca | Włochy    | 3-2   | Australia       |
| 17 lipca | Francja   | 5-1   | Chińskie Tajpej |
| 17 lipca | Włochy    | 1-1   | Hiszpania       |
| 17 lipca | Holandia  | 5-4   | Australia       |
| 17 lipca | Australia | 6-3   | Hiszpania       |
| 17 lipca | Włochy    | 10-3  | Chińskie Tajpej |
| 17 lipca | Holandia  | 3-5   | Francja         |
| 17 lipca | Holandia  | 6-2   | Hiszpania       |
| 17 lipca | Australia | 9-2   | Chińskie Tajpej |
| 17 lipca | Francja   | 3-2   | Włochy          |
| 18 lipca | Hiszpania | 7-4   | Chińskie Tajpej |
| 18 lipca | Francja   | 2-1   | Australia       |
| 18 lipca | Holandia  | 2-2   | Włochy          |

#### Półfinały
| Data     | Mecze  | Mecze    | Mecze | Mecze     |
| -------- | ------ | -------- | ----- | --------- |
| 18 lipca | Mecz A | Francja  | 1-0   | Australia |
| 18 lipca | Mecz B | Holandia | 2-1   | Włochy    |

#### Finał
| Data     | Mecze             | Mecze     | Mecze | Mecze           |
| -------- | ----------------- | --------- | ----- | --------------- |
| 18 lipca | Mecz o 5. miejsce | Hiszpania | 4-1   | Chińskie Tajpej |
| 18 lipca | Mecz o 3. miejsce | Australia | 5-4   | Włochy          |
| 18 lipca | Finał             | Francja   | 5-4   | Holandia        |

#### Klasyfikacja końcowa mężczyzn
| Poz.    | Państwo         |
| ------- | --------------- |
| Ouro.   | Francja         |
| Prata.  | Holandia        |
| Bronze. | Australia       |
| 4       | Włochy          |
| 5       | Hiszpania       |
| 6       | Chińskie Tajpej |

### Kobiety

#### Pierwsza faza
| Poz. | Drużyna         | Pkt | Mecze | Zwycięstwa | Br+ | Br- | +/- |
| ---- | --------------- | --- | ----- | ---------- | --- | --- | --- |
| 1    | Wielka Brytania | 15  | 5     | 5          | 26  | 9   | 17  |
| 2    | Nowa Zelandia   | 8   | 5     | 2          | 13  | 9   | 4   |
| 3    | Niemcy          | 8   | 5     | 2          | 12  | 9   | 3   |
| 4    | Francja         | 5   | 5     | 1          | 9   | 11  | -2  |
| 5    | Australia       | 4   | 5     | 1          | 11  | 19  | -8  |
| 6    | Chińskie Tajpej | 1   | 5     | 0          | 10  | 24  | -14 |

| Data     | Mecze           | Mecze | Mecze           |
| -------- | --------------- | ----- | --------------- |
| 17 lipca | Wielka Brytania | 10-3  | Chińskie Tajpej |
| 17 lipca | Niemcy          | 2-0   | Australia       |
| 17 lipca | Francja         | 0-2   | Nowa Zelandia   |
| 17 lipca | Francja         | 1-0   | Chińskie Tajpej |
| 17 lipca | Niemcy          | 5-3   | Chińskie Tajpej |
| 17 lipca | Francja         | 3-3   | Australia       |
| 17 lipca | Wielka Brytania | 2-1   | Nowa Zelandia   |
| 17 lipca | Wielka Brytania | 2-1   | Niemcy          |
| 17 lipca | Nowa Zelandia   | 5-2   | Australia       |
| 17 lipca | Nowa Zelandia   | 3-3   | Chińskie Tajpej |
| 17 lipca | Niemcy          | 2-2   | Francja         |
| 17 lipca | Wielka Brytania | 8-1   | Australia       |
| 18 lipca | Australia       | 5-1   | Chińskie Tajpej |
| 18 lipca | Niemcy          | 2-2   | Nowa Zelandia   |
| 18 lipca | Wielka Brytania | 4-3   | Francja         |

#### Półfinały
| Data     | Mecze  | Mecze           | Mecze | Mecze   |
| -------- | ------ | --------------- | ----- | ------- |
| 18 lipca | Mecz A | Wielka Brytania | 2-1   | Francja |
| 18 lipca | Mecz B | Nowa Zelandia   | 1-2   | Niemcy  |

#### Finały
| Data     | Mecze             | Mecze           | Mecze | Mecze           |
| -------- | ----------------- | --------------- | ----- | --------------- |
| 18 lipca | Mecz o 5. miejsce | Australia       | 6-7   | Chińskie Tajpej |
| 18 lipca | Mecz o 3. miejsce | Francja         | 1-0   | Nowa Zelandia   |
| 18 lipca | Finał             | Wielka Brytania | 4-2   | Niemcy          |

#### Klasyfikacja końcowa kobiet
| Poz.    | Państwo         |
| ------- | --------------- |
| Ouro.   | Wielka Brytania |
| Prata.  | Niemcy          |
| Bronze. | Francja         |
| 4       | Nowa Zelandia   |
| 5       | Chińskie Tajpej |
| 6       | Australia       |

## Medaliści
| Konkurencja      | Złoto           | Srebro   | Brąz      |
| Turniej mężczyzn | Francja         | Holandia | Australia |
| Turniej kobiet   | Wielka Brytania | Niemcy   | Francja   |